# Birds of Prey (Skipiste)
Die Birds of Prey (dt. Raubvögel) ist eine Skirennstrecke im Beaver Creek Resort bei Vail im US-Bundesstaat Colorado. Auf ihr wurden Abfahrt und Super-G der Alpinen Skiweltmeisterschaften 1999 und 2015 ausgetragen. Zudem ist sie jährlich Schauplatz von Weltcuprennen. Die Piste gilt als sehr anspruchsvoll – die Abfahrt gehört neben der Pista Stelvio in Bormio und der Streif in Kitzbühel zu den schwierigsten im Weltcup.

## Geschichte
Die Raubvogelpiste wurde im Sommer 1997 von Bernhard Russi für die Alpinen Skiweltmeisterschaften 1999 entworfen. Beim ersten Rennen dieser Titelkämpfe, dem Super-G, wurden Lasse Kjus und Hermann Maier zeitgleich Weltmeister. Der Dritte, Hans Knauß, lag nur 1/100 Sekunde zurück. Die Abfahrt gewann Maier vor Kjus und Kjetil André Aamodt. Letzterer siegte in der Kombination, deren Abfahrt ebenfalls auf der Birds of Prey ausgetragen wurde, vor Kjus und Paul Accola. Die übrigen Wettbewerbe fanden im benachbarten Vail statt. Lasse Kjus gelang es dabei als einzigem Skiläufer der Geschichte, in allen fünf Disziplinen Medaillen zu gewinnen (Gold in Riesenslalom und Super-G und Silber in Abfahrt, Slalom und Kombination).
Seit der Saison 1997/98 hat sich Beaver Creek mit der Birds of Prey als jährlicher Ausrichter von Weltcuprennen etabliert. Diese werden meist Ende November oder Anfang Dezember gefahren. Neben Abfahrten und Super-G fanden auf der Raubvogelpiste auch schon Weltcup-Riesenslaloms, Slaloms und Super-Kombinationen statt. Erfolgreichster Athlet (einschließlich der Rennen 2018) ist der Norweger Aksel Lund Svindal, der 6 Siege, 4 zweite Plätze und 5 dritte Plätze erreichen konnte. Ihm am nächsten kommen der Amerikaner Ted Ligety (5-3-2) und der Österreicher Marcel Hirscher (4-3-4). 2009 errang Carlo Janka auf der Birds of Prey als erst zweiter Athlet in der Geschichte des Weltcups drei Siege in drei verschiedenen Disziplinen innerhalb von drei Tagen (Der erste war der Franzose Jean-Claude Killy, der in Franconia von 10. bis 12. März 1967 Abfahrt, Slalom und Riesenslalom gewann).
Am 7. Dezember 2011 fand erstmals ein Weltcuprennen der Damen auf der Birds of Prey statt: Lindsey Vonn gewann einen Super-G, der beim Kriterium des ersten Schnees in Val-d’Isère nicht durchgeführt werden konnte.

## Siegerlisten Herren
Die folgenden Tabellen zeigen die drei Erstplatzierten aller Weltcuprennen, die bisher auf der Birds of Prey ausgetragen wurden. In den Jahren 1997 und 2003 fanden je zwei Abfahrten, im Jahr 2011 zwei Riesenslaloms, im Jahr 2021 zwei Super-G's statt.

### Abfahrt
| Datum      | 1. Platz                | 2. Platz                            | 3. Platz           |
| ---------- | ----------------------- | ----------------------------------- | ------------------ |
| 04.12.1997 | Kristian Ghedina        | Jean-Luc Crétier                    | Lasse Kjus         |
| 05.12.1997 | Andreas Schifferer      | Hermann Maier                       | Stephan Eberharter |
| 02.12.2000 | Hermann Maier           | Lasse Kjus                          | Stephan Eberharter |
| 07.12.2002 | Stephan Eberharter      | Michael Walchhofer                  | Daron Rahlves      |
| 05.12.2003 | Daron Rahlves           | Stephan Eberharter Bjarne Solbakken |                    |
| 06.12.2003 | Hermann Maier           | Hans Knauß                          | Andreas Schifferer |
| 03.12.2004 | Bode Miller             | Daron Rahlves                       | Michael Walchhofer |
| 02.12.2005 | Daron Rahlves           | Bode Miller                         | Hans Grugger       |
| 01.12.2006 | Bode Miller             | Didier Cuche                        | Steven Nyman       |
| 30.11.2007 | Michael Walchhofer      | Steven Nyman                        | Didier Cuche       |
| 05.12.2008 | Aksel Lund Svindal      | Marco Büchel                        | Erik Guay          |
| 05.12.2009 | Carlo Janka             | Didier Cuche                        | Aksel Lund Svindal |
| 02.12.2011 | Bode Miller             | Beat Feuz                           | Klaus Kröll        |
| 30.11.2012 | Christof Innerhofer     | Aksel Lund Svindal                  | Kjetil Jansrud     |
| 06.12.2013 | Aksel Lund Svindal      | Hannes Reichelt                     | Peter Fill         |
| 05.12.2014 | Kjetil Jansrud          | Beat Feuz                           | Steven Nyman       |
| 04.12.2015 | Aksel Lund Svindal      | Kjetil Jansrud                      | Guillermo Fayed    |
| 02.12.2017 | Aksel Lund Svindal      | Beat Feuz                           | Thomas Dreßen      |
| 30.11.2018 | Beat Feuz               | Mauro Caviezel                      | Aksel Lund Svindal |
| 07.12.2019 | Beat Feuz               | Johan Clarey Vincent Kriechmayr     |                    |
| 04.12.2021 | Aleksander Aamodt Kilde | Matthias Mayer                      | Beat Feuz          |
| 03.12.2022 | Aleksander Aamodt Kilde | Marco Odermatt                      | James Crawford     |
| 06.12.2024 | Justin Murisier         | Marco Odermatt                      | Miha Hrobat        |

### Super-G
| Datum      | 1. Platz                | 2. Platz                | 3. Platz                                                 |
| ---------- | ----------------------- | ----------------------- | -------------------------------------------------------- |
| 06.12.1997 | Hermann Maier           | Stephan Eberharter      | Hans Knauß                                               |
| 03.12.2000 | Fredrik Nyberg          | Christoph Gruber        | Kenneth Sivertsen                                        |
| 08.12.2002 | Didier Cuche            | Marco Büchel            | Hannes Trinkl                                            |
| 07.12.2003 | Bjarne Solbakken        | Hermann Maier           | Hans Knauß                                               |
| 02.12.2004 | Stephan Görgl           | Bode Miller             | Mario Scheiber                                           |
| 01.12.2005 | Hannes Reichelt         | Erik Guay               | Matthias Lanzinger                                       |
| 03.12.2007 | Hannes Reichelt         | Mario Scheiber          | Christoph Gruber                                         |
| 06.12.2008 | Aksel Lund Svindal      | Hermann Maier           | Michael Walchhofer                                       |
| 04.12.2010 | Georg Streitberger      | Adrien Théaux           | Didier Cuche                                             |
| 03.12.2011 | Sandro Viletta          | Aksel Lund Svindal      | Beat Feuz                                                |
| 01.12.2012 | Matteo Marsaglia        | Aksel Lund Svindal      | Hannes Reichelt                                          |
| 07.12.2013 | Patrick Küng            | Otmar Striedinger       | Hannes Reichelt Peter Fill                               |
| 06.12.2014 | Hannes Reichelt         | Kjetil Jansrud          | Alexis Pinturault                                        |
| 05.12.2015 | Marcel Hirscher         | Ted Ligety              | Andrew Weibrecht                                         |
| 01.12.2017 | Vincent Kriechmayr      | Kjetil Jansrud          | Hannes Reichelt                                          |
| 01.12.2018 | Max Franz               | Mauro Caviezel          | Aleksander Aamodt Kilde Dominik Paris Aksel Lund Svindal |
| 06.12.2019 | Marco Odermatt          | Aleksander Aamodt Kilde | Matthias Mayer                                           |
| 02.12.2021 | Marco Odermatt          | Matthias Mayer          | Broderick Thompson                                       |
| 03.12.2021 | Aleksander Aamodt Kilde | Marco Odermatt          | Travis Ganong                                            |
| 04.12.2022 | Aleksander Aamodt Kilde | Marco Odermatt          | Alexis Pinturault                                        |
| 07.12.2024 | Marco Odermatt          | Cyprien Sarrazin        | Lukas Feurstein                                          |

### Riesenslalom
| Datum      | 1. Platz              | 2. Platz                | 3. Platz                      |
| ---------- | --------------------- | ----------------------- | ----------------------------- |
| 04.12.2004 | Lasse Kjus            | Hermann Maier           | Benjamin Raich                |
| 03.12.2005 | Bode Miller           | Daron Rahlves           | Kalle Palander                |
| 02.12.2006 | Massimiliano Blardone | Aksel Lund Svindal      | Ted Ligety                    |
| 02.12.2007 | Daniel Albrecht       | Mario Matt              | Didier Cuche                  |
| 07.12.2008 | Benjamin Raich        | Ted Ligety              | Aksel Lund Svindal            |
| 06.12.2009 | Carlo Janka           | Benjamin Raich          | Aksel Lund Svindal            |
| 05.12.2010 | Ted Ligety            | Kjetil Jansrud          | Marcel Hirscher               |
| 04.12.2011 | Marcel Hirscher       | Ted Ligety              | Fritz Dopfer                  |
| 06.12.2011 | Ted Ligety            | Marcel Hirscher         | Kjetil Jansrud                |
| 02.12.2012 | Ted Ligety            | Marcel Hirscher         | Davide Simoncelli             |
| 08.12.2013 | Ted Ligety            | Bode Miller             | Marcel Hirscher               |
| 07.12.2014 | Ted Ligety            | Alexis Pinturault       | Marcel Hirscher               |
| 06.12.2015 | Marcel Hirscher       | Victor Muffat-Jeandet   | Henrik Kristoffersen          |
| 03.12.2017 | Marcel Hirscher       | Henrik Kristoffersen    | Stefan Luitz                  |
| 02.12.2018 | Stefan Luitz          | Marcel Hirscher         | Thomas Tumler                 |
| 08.12.2019 | Tommy Ford            | Henrik Kristoffersen    | Leif Kristian Nestvold-Haugen |
| 08.12.2024 | Thomas Tumler         | Lucas Pinheiro Braathen | Žan Kranjec                   |

### Slalom
| Datum      | 1. Platz       | 2. Platz         | 3. Platz           |
| ---------- | -------------- | ---------------- | ------------------ |
| 05.12.2004 | Benjamin Raich | Giorgio Rocca    | Rainer Schönfelder |
| 04.12.2005 | Giorgio Rocca  | Stéphane Tissot  | Ted Ligety         |
| 03.12.2006 | André Myhrer   | Michael Janyk    | Felix Neureuther   |
| 08.12.2011 | Ivica Kostelić | Cristian Deville | Marcel Hirscher    |

### Super-Kombination
| Datum      | 1. Platz           | 2. Platz             | 3. Platz           |
| ---------- | ------------------ | -------------------- | ------------------ |
| 30.11.2006 | Aksel Lund Svindal | Marc Berthod         | Rainer Schönfelder |
| 29.11.2007 | Daniel Albrecht    | Jean-Baptiste Grange | Ondřej Bank        |
| 04.12.2009 | Carlo Janka        | Didier Défago        | Natko Zrnčić-Dim   |

## Siegerliste 1997–2024
|    | Name                    | Sieger | Zweiter | Dritter |
| -- | ----------------------- | ------ | ------- | ------- |
| 1  | Aksel Lund Svindal      | 6      | 4       | 5       |
| 2  | Ted Ligety              | 5      | 3       | 2       |
| 3  | Marcel Hirscher         | 4      | 3       | 4       |
| 4  | Bode Miller             | 4      | 3       | 0       |
| 5  | Aleksander Aamodt Kilde | 4      | 1       | 0       |
| 6  | Hermann Maier           | 3      | 4       | 0       |
|    | Marco Odermatt          | 3      | 4       | 0       |
| 8  | Hannes Reichelt         | 3      | 1       | 3       |
| 9  | Carlo Janka             | 3      | 0       | 0       |
| 10 | Beat Feuz               | 2      | 3       | 2       |
| 11 | Benjamin Raich          | 2      | 2       | 2       |
| 12 | Daron Rahlves           | 2      | 2       | 1       |
| 13 | Daniel Albrecht         | 2      | 0       | 0       |
| 14 | Kjetil Jansrud          | 1      | 4       | 2       |
| 15 | Didier Cuche            | 1      | 2       | 3       |
| 16 | Stephan Eberharter      | 1      | 2       | 2       |
| 17 | Michael Walchhofer      | 1      | 1       | 2       |
| 18 | Lasse Kjus              | 1      | 1       | 1       |
| 19 | Vincent Kriechmayr      | 1      | 1       | 0       |
|    | Bjarne Solbakken        | 1      | 1       | 0       |
|    | Giorgio Rocca           | 1      | 1       | 0       |
| 22 | Andreas Schifferer      | 1      | 0       | 1       |
|    | Stefan Luitz            | 1      | 0       | 1       |
| 24 | Massimiliano Blardone   | 1      | 0       | 0       |
|    | Tommy Ford              | 1      | 0       | 0       |
|    | Max Franz               | 1      | 0       | 0       |
|    | Kristian Ghedina        | 1      | 0       | 0       |
|    | Stephan Görgl           | 1      | 0       | 0       |
|    | Christof Innerhofer     | 1      | 0       | 0       |
|    | Ivica Kostelić          | 1      | 0       | 0       |
|    | Patrick Küng            | 1      | 0       | 0       |
|    | Matteo Marsaglia        | 1      | 0       | 0       |
|    | Justin Murisier         | 1      | 0       | 0       |
|    | André Myhrer            | 1      | 0       | 0       |
|    | Fredrik Nyberg          | 1      | 0       | 0       |
|    | Georg Streitberger      | 1      | 0       | 0       |
|    | Thomas Tumler           | 1      | 0       | 0       |
|    | Sandro Viletta          | 1      | 0       | 0       |

## Siegerliste Damen

### Abfahrt
| Datum      | 1. Platz        | 2. Platz     | 3. Platz         |
| ---------- | --------------- | ------------ | ---------------- |
| 14.12.2024 | Cornelia Hütter | Sofia Goggia | Lara Gut-Behrami |

### Super-G
| Datum      | 1. Platz     | 2. Platz         | 3. Platz       |
| ---------- | ------------ | ---------------- | -------------- |
| 07.12.2011 | Lindsey Vonn | Fabienne Suter   | Anna Fenninger |
| 15.12.2024 | Sofia Goggia | Lara Gut-Behrami | Ariane Rädler  |